# Polityka transportowa Unii Europejskiej
Polityka transportowa Unii Europejskiej – jeden z filarów rozwoju gospodarek państw członkowskich. Sprawne funkcjonowanie przewozów istotnie wpływa na efektywność gospodarowania i korzyści z niej płynące. W roku 2001 wydatki na transport w Unii Europejskiej sięgnęły 1 biliona euro, co stanowi ponad 10% łącznego produktu krajowego brutto państw Wspólnoty.

## Regulacje prawne
Prowadzenie wspólnej polityki gospodarczej zostało zapisane po raz pierwszy w traktacie rzymskim (1957) powołującym Europejską Wspólnotę Gospodarczą, w artykule 3. Danemu zagadnieniu został również poświęcony rozdział „Transport” tego dokumentu, obecnie artykuły 90-100 Traktatu o funkcjonowaniu Unii Europejskiej. Ustanowione regulacje obejmowały przyjęcie jednolitych zasad dotyczących międzynarodowego transportu na lub z terenu państwa członkowskiego, tranzytu, warunków świadczenia usług transportowych na terenie Wspólnoty przez firmy spoza Unii oraz środki zwiększające bezpieczeństwo transportu. W celu ochrony wolnej konkurencji zakazana została pomoc państwa firmom transportowym. Traktat z Maastricht z 1992 roku wprowadził przepisy dotyczące transeuropejskiej infrastruktury transportowej. W 1997 roku traktatem amsterdamskim rozszerzono procedurę współdecydowania (z udziałem Parlamentu Europejskiego) na całe prawo w dziedzinie transportu we Wspólnocie Europejskiej.
Formalnie rozpoczęcie funkcjonowania wspólnego rynku transportowego datuje się na 1 stycznia 1993 roku, wraz z ustanowieniem jednolitego rynku europejskiego. W praktyce ujednolicenie zasad i liberalizacja przepisów przedłużyły się do końca lat dziewięćdziesiątych. Dotychczasowe osiągnięcia przyniosły już zauważalne korzyści, zarówno w gałęzi przewozów towarowych, jak i pasażerskich. Dla podróżujących oznacza to niższe ceny biletów oraz wyższą jakość usług transportowych, osiągnięte dzięki większej konkurencji na rynku. W wyniku tych udogodnień znacznie wzrosła mobilność Europejczyków. Najlepiej znane projekty realizowane w UE w dziedzinie transportu to sieć superszybkich pociągów oraz koncepcja satelity nawigacyjnego Galileo.

## Główne kierunki wspólnej polityki transportowej
1. liberalizacja warunków transportu międzynarodowego między państwami członkowskimi.
2. zwiększenie bezpieczeństwa we wszystkich gałęziach transportu
3. poprawa jakości przewozów poprzez rozwój zintegrowanego systemu połączeń z wykorzystaniem najnowocześniejszych technologii
4. lepsza ochrona środowiska przed zanieczyszczeniami powodowanymi przez transport
5. wspólne normy pracy i jednolite warunki zatrudnienia dla pracowników gałęzi transportowej
6. zwiększenie spójności gospodarczej Unii Europejskiej poprzez stworzenie transeuropejskiej sieci transportowej
7. ułatwienie wspólnotowym przedsiębiorcom dostępu do rynków zagranicznych

Postanowienia te mają na celu przekształcenie Unii Europejskiej do 2010 roku w najbardziej dynamiczny i konkurencyjny obszar świata.
Komisja Europejska opracowała w 2001 roku dziesięcioletni plan działania w dziedzinie transportu. Wnioski z przeglądu średnioterminowego z 2006 roku wskazują na konieczność skoncentrowania się na zwiększeniu konkurencyjności kolei, uwzględnieniu nowoczesnych technologii w systemie przewozów, wprowadzeniu polityki portowej, produkcji większej ilości biopaliw, ograniczenia ruchu miejskiego i wprowadzenia opłat na korzystanie z infrastruktury.

## Transport drogowy
Transport drogowy pozostaje najpopularniejszą metodą przewozu. W roku 2000 obejmował on 44% łącznych przewozów transportowych i 79% pasażerskich. Jednocześnie transport drogowy najmocniej zanieczyszcza środowisko oraz jest źródłem wielu szkód społecznych. Koszty związane z tymi utrudnieniami to głównie zanieczyszczenie powietrza, zmiany klimatyczne, hałas, utrzymanie infrastruktury i wypadki drogowe.

### Historia
- 1992, 1993 rok: Rozporządzenia Rady zakreśliły ramy wspólnego rynku przewozów towarowych w transporcie drogowym.
- 1998 rok: Całkowita liberalizacja poprzez usunięcie wszelkich ograniczeń dotyczących narodowości lub miejsca siedziby przewoźnika.

Regulacje dotyczące przewozów pasażerskich zawarte zostały w rozporządzenia Rady z 1992 roku: międzynarodowy przewóz pasażerów autokarami i autobusami (pojazdy przewożące ponad dziewięć osób łącznie z kierowcą przez przewoźników mających swą siedzibę na terenie UE i działających na zasadzie wynajmu, wynagrodzenia lub na własny rachunek) oraz z 1997 roku: warunki świadczenia usług krajowych przez przewoźników nierezydentów.
Przepisy mające na celu poprawę warunków bezpieczeństwa to między innymi:
1. przepisy regulujące przewóz niebezpiecznych ładunków
2. przepisy ustalające dopuszczalne stężenie alkoholu we krwi kierowcy
3. Przepisy określające maksymalne rozmiary i wagę pojazdu drogowego

Kolejnym krokiem na drodze do poprawy bezpieczeństwa było utworzenie w 1993 roku CARE – banku danych o wypadkach drogowych. Aby usprawnić ruch drogowy ustalane są opłaty za dostęp do najbardziej zatłoczonych połączeń, na przykład wprowadzona po raz pierwszy w Londynie w 2003 roku opłata za wjazd do centrum miasta.
Przepisy dotyczące transportu drogowego regulują również zasady wzajemnego uznawania dyplomów oraz innych świadectw kwalifikacji zawodowych, szkoleń kierowców, a także niektórych aspektów sfery społecznej zatrudnienia w transporcie drogowym, jak maksymalny czas jazdy kierowców oraz minimalny czas odpoczynku i przerw.

## Transport kolejowy
Na transport kolejowy przypada jedynie ok. 8% przewozów towarów oraz 6% przewozów pasażerskich. Wynika to z niekorzystnych warunków liberalizacji tego obszaru w momencie wejścia w życie regulacji o wspólnym rynku transportu kolejowego z 1993 roku. Były to głównie monopole państwowe, nadmierna regulacja przewozów kolejowych oraz zła kondycja przedsiębiorstw kolejowych w państwach członkowskich. Aby kolej mogła przejąć przewozy towarowe drogowe konieczne jest zwiększenie prędkości (obecnie pociąg towarowy w UE jeździ średnio z prędkością 18 km/h) i podniesienie poziomu usług. Ze względu na wymienione niedogodności transport kolejowy jest mało konkurencyjny w porównaniu do innych technik przewozu. Ze względu na jego małą szkodliwość dla środowiska naturalnego oraz bezpieczeństwo Unia Europejska uznała rewitalizację kolei za jeden z priorytetów w dziedzinie polityki transportowej.

### Historia
- 1991 rok: Dyrektywa Rady Europejskiej w sprawie rozwoju kolei Wspólnoty, demonopolizacja poprzez rozdzielenie zarządzania infrastrukturą od usług przewozowych
- 2001 rok: dyrektywa Rady i Parlamentu Europejskiego stanowiąca, że od 2003 roku wszystkie firmy posiadające licencję wspólnotową zyskują prawo świadczenia międzynarodowego transportu towarów w ramach Transeuropejskiej Kolejowej Sieci Przewozów (Trans European Rail Freight Net-work). Licencja wspólnotowa wydawana na okres 5 lat wydawana jest po spełnieniu określonych warunków i uznawana na terenie całej UE.
- Od 15 marca 2003 roku (w Wielkiej Brytanii, Grecji i Irlandii po 5-letnim okresie przejściowym) państwa członkowskie mają obowiązek utworzenia jednostek zarządzających infrastrukturą kolejową przyznających dostęp do niej i pobierających odpowiednie opłaty.

## Transport wodny śródlądowy
Udział transportu wodnego śródlądowego w przewozie towarów wynosi 4% i wciąż maleje na rzecz transportu drogowego. Polityka ma na celu ograniczenie nadmiernej podaży usług w tej dziedzinie oraz złomowania statków. Pomimo wysiłków na rzecz liberalizacji danej gałęzi transportu, pełna swoboda świadczenia usług nie została jeszcze osiągnięta.

## Transport morski
Liberalizacja międzynarodowego transportu morskiego została dokonana na zasadzie wieloletniej praktyki międzynarodowej oraz dzięki działalności Międzynarodowej Organizacji Morskiej. Unia Europejska w swej działalności koncentruje się na pomocy dla armatorów wspólnotowych, ochronie środowiska, bezpieczeństwie morskim i standardach socjalnych. Ze względu na zagrożenie wyciekami ropy naftowej u wybrzeży Europy, UE wprowadziła bardziej szczegółowe inspekcje statków, kary za zanieczyszczenie spowodowane zaniedbaniem oraz stopniowe wycofanie z użytku tankowców jednokadłubowych.

### Historia
- 1986 rok: Rozporządzenie Rady: swoboda oferowania usług w przewozie morskim między państwami członkowskimi oraz między państwami członkowskimi a krajami trzecimi;
- 1992 rok: Rozporządzenie Rady: liberalizacja przewozów kabotażowych.

## Transport lotniczy
Dzięki liberalizacji usług lotniczych nastąpił wzrost konkurencyjności, obniżenie cen i zwiększenie liczby połączeń między krajami członkowskimi. W roku 2007 podpisano umowę ze Stanami Zjednoczonymi o „otwartym niebie”, dzięki której z udogodnień w transporcie można korzystać również na trasach transatlantyckich. Każdy przewoźnik z UE może obsługiwać loty z dowolnego lotniska wspólnoty do wybranego portu lotniczego w USA.

### Historia
- 1987 rok: Regulacje dotyczące częściowej liberalizacji taryf lotniczych oraz szerszego dostępu do regularnych przelotów między krajami członkowskimi dla wspólnotowych przewoźników
- 1990 rok: dalsza liberalizacja systemu taryf i przewozów, dostępu do rynku oraz wolnej konkurencji
- 1993 rok: pełna liberalizacja w dziedzinach: dostęp do tras powietrznych wewnątrz UE, licencje dla przewoźników, opłaty i stawki za usługi lotnicze.
- 1997 rok: wolny dostęp do świadczenia usług lotniczych we Wspólnocie dla wszystkich przewoźników zarejestrowanych na terenie UE i posiadających licencję wspólnotową.
- 1999 rok: propozycja utworzenia jednolitej europejskiej przestrzeni powietrznej (Single European Sky), mająca na celu zapewnienie bezpieczeństwa, współpracy i punktualności lotów w obliczu rosnącego natężenia ruchu.

## Transeuropejska sieć transportowa (TEN)
W traktacie z Maastricht z 1992 roku zapisano konieczność utworzenia sprawnych sieci transportowych, energii i telekomunikacji dla zapewnienia potrzeb jednolitego rynku. W 1994 roku na posiedzeniu Rady Europejskiej wytypowano czternaście priorytetowych projektów infrastrukturalnych. Należą do nich:
- zapewnienie przepustowości głównego szlaku śródlądowego łączącego Ren, Men i Dunaj,
- regulacja ruchu na najbardziej uczęszczanych trasach morskich wzdłuż wybrzeży UE,
- modernizacja wybranych połączeń kolejowych północ-południe i wschód-zachód.

W roku 1996 Parlament Europejski i Rada przyjęły wytyczne w tej sprawie. Projekty w nich ujęte powinny być zrealizowane do 2010 roku. Główne założenia to mobilność towarów i osób na terenie UE, bezpieczeństwo, ochrona środowiska, konkurencji oraz umacnianie spójności ekonomiczno-socjalnej w Unii Europejskiej.

## Transport Infrastructure Needs Assessment
Proces zainicjowany w 1996 roku mający na celu rozszerzenie transeuropejskiej sieci transportowej na kraje Europy Środkowej i Wschodniej do roku 2015. Finansowanie projektów następuje z europejskiego funduszu pomocowego ISPA, a po uzyskaniu członkostwa we Wspólnocie z Funduszu Spójności i funduszy strukturalnych.
Sieć TINA opiera się na dziesięciu korytarzach transportowych. Są to ciągi komunikacyjne o międzynarodowym znaczeniu, zawierające minimum dwie różne drogi transportowe o określonych parametrach technicznych i węzłach komunikacyjnych. TINA obejmie 18 tys. km dróg, 2 tys. km linii kolejowych, 38 lotnisk, 13 portów morskich i 49 rzecznych. Łączne koszty inwestycji szacowane są na 90 mld euro.

### Lista transeuropejskich korytarzy transportowych
- I. Tallin – Ryga – Kowno – Warszawa + Ryga – Królewiec – Gdańsk
- II. Berlin – Warszawa – Mińsk – Moskwa
- III. Berlin – Drezno – Wrocław – Katowice – Kraków – Lwów – Kijów
- IV. Drezno – Praga – Bratysława – Györ – Budapeszt – Arad – Krajowa – Sofia – Saloniki/Płowdiw – Stambuł + Norymberga – Praga + Wiedeń – Györ + Arad – Bukareszt – Konstanca
- V. Triest – Koper – Dostojna – Lublana – Budapeszt – Użhorod – Lwów + Bratysława – Żylina – Koszyce – Użhorod + Rijeka – Dostojna
- VI. Gdańsk – Warszawa – Katowice – Żylina – Bratysława + Toruń – Poznań
- VII. Droga wodna Dunaju
- VIII. Durres – Tirana – Skopje – Sofia – Płowdiw – Burgas – Warna
- IX. Płowdiw – Bukareszt – Kiszyniów – Ljubasivka – Kijów – Witebsk – Psków – St. Petersburg – Helsinki + Odessa – Ljubasivka + Kijów – Mińsk – Wilno – Kowno – Kłajpeda + Kijów – Moskwa + Kowno – Królewiec
- X. Salzburg – Lublana – Zagrzeb – Belgrad – Nisz – Skopje – Veles – Saloniki + Graz – Maribor – Zagrzeb + Budapeszt – Novy Sad – Belgrad + Nisz – Sofia – Dimitrovgrad – via korytarz VI + Veles – Prelep – Bitowa – Florina – via Egnatia – Igoumentisa